# Stade Cavani
Stade Cavani – wielofunkcyjny stadion w Mamoudzou, stolicy Majotty (departament zamorski Francji). Jest obecnie używany głównie dla meczów piłki nożnej oraz zawodów lekkoatletycznych. Swoje mecze rozgrywają na nim reprezentacja Majotty w piłce nożnej oraz drużyna piłkarska ASC Kawéni. Stadion może pomieścić 5000 osób.